# زبان تسزی
تسزی (цезйас мец) که با نام دیدو نیز شناخته می‌شود، از زبان‌های شمال شرقی قفقاز است که دارای ۱۵٬۳۵۴ گویشور مسلمان است. این گویشوران در منطقه کوهستانی تسونتا واقع در جنوب غربی داغستان در روسیه زندگی می‌کنند. نام تسز از واژه تسز که به معنی «عقاب» است مشتق شده که به احتمال زیاد ریشه‌ای محلی دارد. نام دیدو از واژه گرجی დიდიبه معنی «بزرگ» مشتق شده است.
تسزی فاقد سنت نوشتاری است و به ندرت به صورت نوشتار درآمده است. زبان آواری و روسی به عنوان زبان نوشتار محلی، حتی در مدرسه، استفاده می‌شوند. با این حال تلاش‌هایی در جهت توسعه دستور خط برای زبان تسزی و گویش‌های مرتبط با آن، به هدف ثبت سنت‌های محلی، صورت گرفته است؛ به همین منظور غالباً از نویسه‌های سیریلیک آواری استفاده می‌شود. تسلط بر زبان آواری در مردان بیش از زنان مشاهده می‌شود؛ و جمعیت جوانان بیش از زبان تسزی، گرایش به تسلط بر زبان روسی دارند که به نظر می‌رسد به دلیل فقدان تحصیلات به زبان تسزی و در مورد این زبان است. تسزی در مدرسه آموزش داده نمی‌شود و کودکان در پنج سال ابتدایی مدرسه زبان آواری و پس از آن زبان روسی را می‌آموزند.
واژگان موجود در این زبان نشان از تأثیر زبان‌های آواری، گرجی، عربی و روسی دارد که از طریق قرض‌گیری واژگانی وارد این زبان شده است. در سبک و گرامر هم حتی از روسی تأثیر پذیرفته است. واژگان قرضی با ریشه ترکی هم در این زبان مشاهده می‌شود.
گرامر تسزی اولین بار توسط زبانشناسی گرجی در ۱۹۶۳ بررسی شد.